# Brachymenium deceptivum
Brachymenium deceptivum là một loài rêu trong họ Bryaceae. Loài này được A.J. Shaw & W.R. Buck mô tả khoa học đầu tiên năm 1994.